# Fatna el Bouih
Fatna El Bouih (en árabe: فاطنة البويه) es una destacada activista de derechos humanos, escritora, socióloga y profesora marroquí. Su vida y obra están profundamente marcadas por su lucha contra la represión política durante los Años de Plomo en Marruecos, un período de severa opresión bajo el reinado del rey Hassan II, así como por su incansable defensa de los derechos de las mujeres. 

## Biografía
Fatna El Bouih nació el 10 de julio de 1955 en Ben Ahmed, Marruecos. Desde temprana edad, mostró un gran interés por las cuestiones sociales y políticas, lo que le llevó a involucrarse activamente en los movimientos estudiantiles de izquierda y en círculos marxistas. Fatna se adentró en el mundo del activismo político y feminista en 1971, cuando sus destacados logros académicos le permitieron abandonar su pueblo natal a los dieciséis años con una beca de internado en el prestigioso Lycée Chaouki, un instituto femenino en Casablanca. Allí se involucró activamente en la Unión Nacional de Estudiantes de Secundaria, una organización que el régimen del rey Hassan II había declarado ilegal por su conexión con el movimiento marxista clandestino.

## Militancia y compromiso político
Fatna El Bouih fue detenida por primera vez en 1974, cuando lideró la huelga estudiantil del 24 de enero en protesta por las condiciones de la educación secundaria de Marruecos, pero fue liberada tras pasar una noche en la cárcel. Su segundo arresto ocurrió en 1977 debido a su participación en el grupo marxista "23 de Marzo", llamado así en conmemoración del levantamiento de Casablanca del 23 de marzo de 1965. Desde mayo hasta noviembre de ese mismo año, fue víctima de desaparición forzada junto con otras mujeres activistas, siendo llevada al centro secreto de tortura de Derb Moulay Cherif en Casablanca. Durante su encarcelamiento, sufrió torturas y condiciones inhumanas, pero continuó su lucha desde la prisión, exigiendo mejores condiciones para los presos.
 

Entre 1977 y 1979 estuvo detenida en la prisión de Meknes sin haber sido sentenciada formalmente, acusada de conspirar contra la Seguridad del Estado. En 1980, después de su juicio, fue trasladada a la prisión central de Kenitra para cumplir el resto de su condena hasta 1982. A pesar de la dureza de las condiciones, El Bouih logró continuar sus estudios en prisión, con traslados ocasionales a la prisión de Laalou de Rabat para realizar exámenes, obteniendo la maestría en sociología en 1990.
Tras su liberación en 1982, El Bouih permaneció en silencio por un tiempo. "Primero necesité silencio. La experiencia fue tan dura por las condiciones de hacinamiento, las torturas y las amenazas constantes que me costó mucho adecuarme a la vida en libertad". No obstante, pronto retomó su activismo, involucrándose de nuevo en el movimiento de la sociedad civil. 
Es miembro fundadora del Observatorio Marroquí de Prisiones y del Foro por la Verdad y la Justicia, que aboga por la justicia para las víctimas de las violaciones de derechos humanos ocurridas durante los Años de Plomo Desde 1982 hasta 2005 impartió clases de árabe en un instituto de Casablanca mientras continuaba activa en la lucha por los derechos de las mujeres. En 1990, fue integrante del grupo que creó los primeros Centros de Escucha para Mujeres Víctimas de la Violencia. Hoy en día existen más de 50 de estos centros distribuidos por todo el país, así como centros de acogida para mujeres víctimas de maltrato y una extensa red de profesionales especializados Actualmente trabaja como consejera en la Asociación Insaf, dedicada a apoyar a mujeres en situaciones de vulnerabilidad, particularmente a las prisioneras embarazadas.

## Obra Literaria
La obra literaria de Fatna El Bouih es una pieza central en la literatura testimonial marroquí, donde aborda temas como los derechos humanos, la represión política y la experiencia femenina en contextos de encarcelamiento y tortura. Aunque es autora de varios artículos y libros en francés y en árabe –entre los que se encuentran su libro Atlasiyat (2006) o Le tortionnaire en déroute (2001)– su obra más conocida es Hadith al-'atma (2001), una memoria profundamente personal que relata sus años como prisionera política durante los Años de Plomo. Este libro no solo describe los horrores que ella y otras prisioneras enfrentaron, sino que también reflexiona sobre la resistencia, la dignidad y la lucha por la justicia. La obra fue traducida al francés bajo el título Une femme nommée Rachid y al inglés como Talk of Darkness en 2008. El título de su relato en francés, Une femme nommée Rachid (Una mujer llamada Rachid), resalta la primera forma de violencia que sufrió: la despersonalización, al ser despojada de su nombre y con ello de su identidad. “Me dieron un número y un nombre de hombre: "De ahora en adelante, tu nombre es Rashid. No puedes moverte ni hablar a menos que escuches tu nombre, que es Rashid". Eso fue el comienzo de la destrucción de mi identidad”, recoge en su obra. 
Las traducciones ampliaron su impacto, permitiendo que su historia y su mensaje alcanzaran una audiencia internacional. En esta obra, El Bouih utiliza un lenguaje poético y desgarrador para narrar una voluntad que no fue quebrantada por la brutalidad del sistema carcelario marroquí de los Años de Plomo. Además, su obra destaca por la manera en que incorpora las historias de otras mujeres, incluyendo los testimonios de dos compañeras de detención y presas políticas, Widad Bouab y Latifa Jbabdi. Al hacerlo, amplía el enfoque más allá de su propia experiencia, capturando la dimensión colectiva de la lucha y resaltando la solidaridad entre las prisioneras y la fortaleza que hallaron unas en otras. 
La contribución de El Bouih a la literatura no solo radica en su capacidad para relatar su propia historia, sino también en su habilidad para convertir el trauma en una herramienta para la educación y la memoria colectiva. 